# Boulevard De La Madelaine - The Denny Cordell sessions 1966
Boulevard De La Madelaine - The Denny Cordell sessions 1966 è un raccolta del gruppo musicale britannico The Moody Blues, pubblicato il 12 aprile marzo 2025.

## Descrizione
In occasione del Record Store Day del 2025 venne pubblicata la raccolta Boulevard De La Madelaine - The Denny Cordell sessions 1966, contenente brani che dovevano potenzialmente far parte di un secondo disco dei Moody Blues con Denny Laine.

## Tracce
Lato A
1. This is my house (But nobody calls) (single version)
2. Boulevard De La Madelaine
3. People Gotta Go
4. Life's not life
5. He can win
6. Hang on to the dream (first version)
7. This is my house (But nobody calls)

Lato B
1. We're Broken
2. Hang on to a dream (remake version)
3. Jago and Jilly
4. Red Wine
5. Sad Song
6. Really Haven't Got the Time
7. This is my house (But nobody calls) (original stereo mix)

## Formazione
- Denny Laine – chitarra, voce
- Clint Warwick – basso, voce
- Graeme Edge – batteria, percussioni
- Ray Thomas – flauto, voce
- Michael Pinder – tastiera, voce
- Rodney Clark – basso, voce